# Ogilbichthys
Ogilbichthys is een geslacht van straalvinnige vissen uit de familie van naaldvissen (Bythitidae).

## Soorten
- Ogilbichthys ferocis Møller, Schwarzhans & Nielsen, 2004
- Ogilbichthys haitiensis Møller, Schwarzhans & Nielsen, 2004
- Ogilbichthys kakuki Møller, Schwarzhans & Nielsen, 2004
- Ogilbichthys longimanus Møller, Schwarzhans & Nielsen, 2004
- Ogilbichthys microphthalmus Møller, Schwarzhans & Nielsen, 2004
- Ogilbichthys puertoricoensis Møller, Schwarzhans & Nielsen, 2004
- Ogilbichthys tobagoensis Møller, Schwarzhans & Nielsen, 2004